# Cuatro contra el crimen
Cuatro contra el crimen es una película de acción y crimen mexicana de 1968 dirigida por Sergio Véjar y protagonizada por Libertad Leblanc, Pedro Armendáriz Jr., Guillermo Murray y Blanca Sánchez. Gabriel García Márquez colaboró con el guion.

## Argumento
Tras la muerte de dos jefes de un grupo criminal, cuatro agentes secretos son comisionados a proteger al tercer jefe.

## Reparto
- Libertad Leblanc como Nora.
- Pedro Armendáriz Jr. como Gustavo.
- Guillermo Murray como Enrique Ferrer.
- Blanca Sánchez como Elena.
- Héctor Godoy como Pablo.
- Víctor Junco como Iván.
- Fernando Luján como Peter.
- Cynthia Mandan como Virginia Lascuráin.
- Rubén Calderón como Jefe.
- Carlos Nieto como Luigi.
- Roberto Y. Palacios como Chang.
- Carlos León como Enrique Williams.
- Julián de Meriche como Sr. Cortés (no acreditado).
- Felipe del Castillo como Monje (no acreditado).
- Jesús Gómez como Villano en helicóptero (no acreditado).
- Ramiro Orci como Trabajador de estación de gas (no acreditado).
- Ivan J. Rado como Smith (no acreditado).
- Manuel Trejo Morales como Monje falso (no acreditado).
- Marcelo Villamil como Sr. Lascuráin (no acreditado).

## Recepción
En Breve historia del cine mexicano: primer siglo, 1897-1997, Emilio García Riera citó la película como ejemplo, junto con S.O.S. Conspiración Bikini (1967) y El asesino se embarca (1967), de películas mexicanas realizadas en la década de 1960 que buscaban sacar provecho del éxito de las películas de James Bond, refiriéndose a ellas como ejemplos del «"jamesbondismo" subdesarrollado».